# Forza Motorsport (відеогра, 2005)
Forza Motorsport — відеогра у жанрі автосимулятор, розроблена компанією Turn 10 Studios і видана Microsoft Game Studios для ігрової системи Xbox у травні 2005 року. Це перша гра серії Forza, сиквели якої будуть випущені вже на наступних поколіннях консолей Xbox. Усього у відеогрі понад 200 автомобілів та кілька реальних і вигаданих трас. Forza Motorsport також підтримувала багатокористувацьку гру, через Xbox Live. Гру можна запустити на Xbox 360 через зворотню сумісність, але вона не підтримується на Xbox One та Series S/X.
Forza Motorsport отримала загальне визнання згідно з веб-сайтом агрегатора рецензій Metacritic і отримала золоту нагороду за продажі від Асоціації видавців програмного забезпечення для розваг і дозвілля (ELSPA), що свідчить про продажі принаймні 200 000 копій у Сполученому Королівстві. NPD Group повідомила, що за місяць після випуску гри, було продано понад 100 000 копій у Північній Америці.

## Ігровий процес

Промо-скриншот гри Forza Motorsport, яка стала першою та останньою грою серії на оригінальному Xbox

Forza Motorsport — це перегонова відеогра, з нахилом на симуляцію. Гравці змагаються в подіях по всьому світу, з реальними ліцензованими автомобілями на різноманітних реальних і вигаданих трасах. У ньому є аркадний режим, призначений більше для швидких перегонів, і режим кар'єри, який орієнтований на довгу гру. Режим кар'єри охоплює кілька перегонових дисциплін, від перегонів на звичайних приміських автомобілях до серій, таких як Super GT і Deutsche Tourenwagen Masters, а також інших серій перегонів на спортивних автомобілях. Щоб допомогти гравцям звикнути до стилю симуляції перегонів, можна використовувати такі допоміжні засоби, як ідеальна лінія для проїзду, антиблокувальна система гальм і антибуксувальну систему. У Forza Motorsport є 231 автомобіля — від Honda Civic до суперкарів, таких як Enzo Ferrari, і прототипів для перегонів у Ле-Мані, таких як Audi R8. Існує дев'ять класів автомобілів, від стандартних серійних машин до спортивних і високопродуктивних автомобілів та спеціально створених перегонових автомобілів. Кожну машину можна модернізувати та тюнінгувати великою кількістю додаткових деталей технічних, та візуальних.
Гравець також може налаштувати транспортні засоби, як візуально, так і зі зміною потужності. Окрім додавання частин кузова, таких як ковпачки на капот і обвіси, гравці можуть добавити кілька шарів наклейок на транспортні засоби. Оновлення розділені на три категорії: двигун/потужність, зовнішній вигляд/аеродинаміка та шасі/трансмісія. Існує широкий вибір доступних налаштувань, разом із тиском у шинах, який змінюється під час перегонів через температуру, притискною силою, діапазоном чисел передачі та диференціалом із підвищеним внутрішнім опором. Транспортні засоби можуть бути пошкодженими як з косметичної, так і з точки зору роботи. Це змінює хід гри, оскільки зіткнення з бар'єрами та іншими автомобілями змінюватиме керованість автомобіля, максимальну швидкість і можливе прискорення. Більш помітно, з візуального, спойлери можуть бути збиті з автомобілів, бампери звисають зі своїх опор, фарба може бути зішкробана, а вікна можуть бути повністю розбиті.
Гра містить ліцензійні, вуличні, точкові та оригінальні кільця. Реальні траси Road Atlanta, Silverstone, Laguna Seca, Tsukuba, Road America та Nürburgring Nordschleife були ліцензовані та включені у гру. Крім того, автодром Blue Mountains Raceway у грі дуже подібний за плануванням траси, характеристиками та фоном до Mount Panorama Circuit у Батерсті. На додаток до них, Forza Motorsport також містить широкий вибір трас для автокросу, овалу та дрегстрипу. У кожну з них, можна грати онлайн через системну службу Xbox Live або через System Link, що дозволяє об'єднувати декілька консолей Xbox через локальну мережу. Мережева багатокористувацька гра більше не доступна через Xbox Live, яку Microsoft відключила 15 квітня 2010 року для оригінальної консолі. Гра має зворотну сумісність, і в неї можна грати на Xbox 360, однак, оскільки вона використовує оригінальну службу Xbox Live, онлайн-гра неможлива.

## Розробка

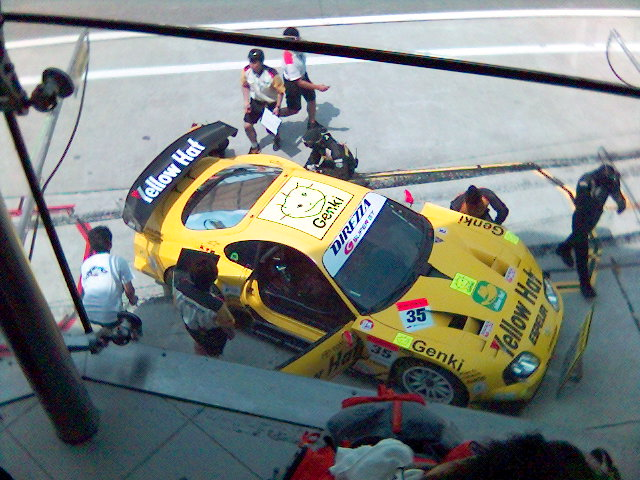
Окрім кількох серійних автомобілів, у Forza Motorsport представлені автомобілі з різних перегонових дисциплін, як-от цей Yellow Hat Toyota Supra 2005 року, який брав участь у японській перегоновій серії Super GT.

Forza Motorsport було анонсовано на Electronic Entertainment Expo (E3) 2004. Розробка гри тривала більше двох з половиною років. Випуск відкладався тричі, GameSpot повідомив про першу затримку з випуску в грудні 2004 року до лютого 2005 року. Пізніше гру було відкладено до квітня 2005 року. Останній раз гру було відкладено і тоді випущено 3 травня 2005 року в Північній Америці та 13 травня 2005 року в Європі. Гру було створено з наміром конкуренції з популярною франшизою Gran Turismo від Sony, а директор Microsoft Кікі Вулфкілл заявила: «Ми з цією грою на Xbox, орієнтуємося на Gran Turismo і я думаю, що ми дуже зосередилися на цьому. Ми дуже поважаємо Gran Turismo, що допомагає стимулювати бажання обійти їх».
Для просування Forza та інших ігор Xbox Live Microsoft об'єдналася з EB Games, щоб надати 25 кіосків з іграми, в які можна грати онлайн через службу. Forza була першою з цих ігор, яка була показана та доступна для гри в кіосках. Його демонстрували на багатьох заходах, під час розробки. Після E3 2004 її показали на GameRiot, мандрівній ігровій події. Крім того, він був показаний на Tokyo Game Show 2004 року.
Гру розробляли, з можливістю прямого підключення кількох консолей Xbox та/або гру в онлайн через Xbox Live. Було створено систему налаштування, за допомогою якої гравці можуть створювати власні шари над частинами автомобіля, подібні до шарів у професійних програмах для зображень, таких як Adobe Photoshop. Об'єкти можуть змінюватися у формі, масштабі та кольорі, що дозволяє гравцям створювати індивідуальний дизайн та лівреї. Кожна машина розділена на шість секцій, і кожна секція може обробляти до 100 шарів. Спеціальний саундтрек створив DJ Junkie XL, який містить 56 оригінальних музичних треків.
Гру почали створювати команда лише з 20 людей і, за словами керівника студії Turn 10 Дена Грінвальта, спочатку був чудовий симулятор, але не настільки веселий, як гра. Він заявив, що потім команда працювала над тим, щоб «зробити фізику більш доступною, зрозумілішою. Тож ми почали гру». Грінвальт також зазначив, що він хотів, щоб це була «гра колекціонування автомобілів». Щоб допомогти з цим, Turn 10 найняв дизайнера, який раніше працював у команді Nintendo Pokémon, і сказав, що команда "багато грала в Animal Crossing і Diablo II ". Forza розроблялася для відображення у високій чіткості 480p і підтримки об'ємного звуку Dolby Digital 5.1. Команда розробила технологію drivatar, яка є аватаром зі штучним інтелектом для гравця, який вивчає його звички. Гравець може призначити drivatar для участі в перегонах, які він не бажає, наприклад у перегонах на витривалість.
Як і більшість основних пегонових симуляторів, Forza Motorsport розроблена для розрахунку продуктивності автомобіля в режимі реального часу з використанням фізичних даних (наприклад, вага двигуна автомобіля, його коефіцієнт лобового опору тощо), отже, автомобіль повинен імітувати характеристики та керованість своїх аналогів у реальному житті. У 2005 році журнал Popular Science перевірив цей ефект, запросивши професійного автогонщика Гуннара Жаннетта та автолюбителя без серйозного професійного досвіду в автоспорті для керування ідентичними автомобілями на ідентичній трасі як у Forza Motorsport, так і в реальному світі. Окрім кількох автомобілів, які були або у складному фізичному стані, або не мали ідентичних налаштувань, час Жаннетта на трасі дуже збігався з його досвідом на реальній трасі та у віртуальній реальності. Реальний час аматора в усіх автомобілях був приблизно ідентичним, незважаючи на 16-секундний розрив між найшвидшим і найповільнішим у Forza, який він пояснював своїм страхом перед наслідками занадто жорсткої їзди, що змушує його їхати повільніше на швидших машинах.

## Відгуки та оцінки
| Агрегатор  | Оцінка |
| ---------- | ------ |
| Metacritic | 92/100 |

| Видання                      | Оцінка    |
| ---------------------------- | --------- |
| Edge                         | 8/10      |
| Electronic Gaming Monthly    | 9.5/10/10 |
| Eurogamer                    | 9/10      |
| Famitsu                      | 31/40     |
| Game Informer                | 8.5/10    |
| GamePro                      | [ 23 ]    |
| GameRevolution               | A−        |
| GameSpot                     | 9.2/10    |
| GameSpy                      | [ 26 ]    |
| GameTrailers                 | 8.9/10    |
| GameZone                     | 9.5/10    |
| IGN                          | 9.5/10    |
| Official Xbox Magazine (США) | 9/10      |

Forza Motorsport отримала золоту нагороду за продажі від Асоціації видавців програмного забезпечення для розваг і відпочинку (ELSPA), що свідчить про продажі щонайменше 200 000 копій у Великій Британії. NPD Group повідомила, що за місяць після випуску гри, було продано понад 100 000 копій у Північній Америці.
Forza Motorsport отримала загальне визнання згідно з веб-сайтом агрегатором оглядів Metacritic. Гра також була представлена в журналі Popular Science за червень 2004 року. Рецензенти високо оцінили переваги гри перед Gran Turismo 4. Че Чоу з 1UP.com прокоментував, що Forza — «найреалістичніший консольні перегони, який коли-небудь створювався». Брайан Екберг з GameSpot зазначив, наскільки вдало гра збалансувала доступність і задоволення шанувальників жанру. Крістану Ріду з Eurogamer сподобалася онлайн-інтеграція гри. У Японії Famitsu поставив йому оцінку 31 з 40, одна вісімка, дві сімки та одна дев'ятка.
Maxim дали грі всі п'ять зірок та написали: «Відповідь Microsoft Game Studios на автомобільний шедевр Sony проста — додайте онлайн-ігри та програмуйте автомобілі, які отримують реалістичні пошкодження» Журналіст з The Times також поставив йому всі п'ять зірок, сказавши, що «справді геніальним елементом є Drivatar AI, за допомогою якого комп'ютер вивчає вашу техніку водіння». Газета Sydney Morning Herald поставила йому чотири з половиною зірки з п'яти з таким коментарем: «Керування автомобілем вимагає великих витрат, але початківці можуть миттєво отримати задоволення завдяки корисним помічникам у водінні та щедрими ранніми призами» Однак Джим Шефер з Detroit Free Press дав їй три зірки з чотирьох, сказавши: «Чоловіче, ця гра складна, навіть у легких умовах. Я віддаю перевагу іграм із нереальною швидкістю, підсилення потужності та швидкими клавішами. Здавалося, я просто не міг зрозуміти Forza, доки не погрався з різними автомобілями, ознайомившись із шістьма класами, від стандартних серійних автомобілів, таких як ваша базова Honda Civic, до перегонових автомобілів, таких як Audi R8»
Під час 9-ї щорічної премії Interactive Achievement Awards Академія інтерактивних мистецтв і наук номінувала Forza Motorsport на «Перегонову гру року».